# Fabijan Šovagović
Fabijan Šovagović, né à Ladimirevci (près de Valpovo, Royaume de Yougoslavie) le 4 janvier 1932 et mort à Zagreb (Croatie) le 1er janvier 2001, est un acteur yougoslave puis croate.

## Filmographie partielle

### Au cinéma
- 1957 : Svoga tela gospodar
- 1958 : H-8... : Franjo Rosic
- 1963 : Dvostruki obruc
- 1964 : Sluzbeni polozaj : Radnik u pogonu
- 1964 : Prométhée de l'île : Vinko
- 1965 : Kljuc : Marko (segment "Cekati")
- 1965 : Druga strana medalje : Ustaski policajac zvani 'Beba'
- 1966 : Ponedjeljak ili utorak : Golubar boltek
- 1967 : Breza : Joza 'Sveti'
- 1967 : Iluzija : Kolega s faksa
- 1967 : Crne ptice
- 1968 : Gravitacija ili fantasticna mladost cinovnika Borisa Horvata : Pijanac
- 1968 : Imam dvije mame i dva tate : Drugi tata
- 1969 : Kad cujes zvona : Mican
- 1969 : Slucajni zivot : TV novinar
- 1969 : Dogadjaj : Matijevic
- 1969 : La Bataille de la Neretva (Bitka na Neretvi) : Bosko
- 1970 : Hranjenik : Apostol
- 1970 : Lisice : Ante
- 1971 : U gori raste zelen bor : Lazo
- 1971 : Ovcar : Perica
- 1971 : Makedonski del od pekolot : Bugarski polkovnik
- 1971 : Je suis vivant ! (La corta notte delle bambole di vetro) d'Aldo Lado : Professeur Karting
- 1972 : Lov na jelene : Zdravko
- 1972 : Putovanje
- 1972 : Prvi splitski odred : Sudac
- 1972 : Le Maître et Marguerite : Berlioz
- 1972 : Deveto cudo na istoku
- 1973 : Zivjeti od ljubavi : Direktor skole
- 1973 : Le Trésor de Box Canyon (Scalawag) : Blackfoot
- 1974 : Deps : Dezurni sudija
- 1974 : Predstava 'Hamleta' u Mrdusi Donjoj : Ucitelj Andro
- 1975 : Pokoj, rci, jad
- 1975 : Hotelska soba
- 1975 : Kuca : Branko
- 1975 : Seljačka buna 1573 : Matija Gubec
- 1976 : Cetiri dana do smrti : Dr Bedekovic
- 1976 : La Nuit de la métamorphose (Izbavitelj) : Professeur Martin Boskovic
- 1977 : Sjena na suprotnom zidu
- 1977 : Pucanj : Pajo Bradic
- 1977 : Ne naginji se van : Mate
- 1977 : Mecava : Zandar
- 1979 : Rencontres avec des hommes remarquables (Meetings with Remarkable Men) : Dervish
- 1979 : Novinar : Stanko Kos
- 1979 : Povratak : Barba Pave
- 1979 : Usijanje : Ante
- 1979 : Daj sto das
- 1980 : Olovna brigada
- 1980 : Ponedjeljak
- 1981 : Ritam zlocina : Fabijan
- 1982 : Hocu zivjeti : Marko Mlinaric
- 1982 : Servantes iz Malog Mista : Tajnik MZ
- 1982 : Dvije polovine srca : Sudija
- 1982 : Zlocin u skoli : Direktor
- 1983 : Medeni mjesec : Cika Sima
- 1984 : Ambasador : Majstor centralnog grijanja
- 1984 : Mala pljacka vlaka : Grof Andrej Tihonov
- 1985 : Horvatov izbor : Lazar Margetic 'Lazo'
- 1985 : I to ce proci : Isidor Katanic-Zeko
- 1985 : Un foro nel parabrezza
- 1985 : Crveni i crni : Petar Perbako
- 1986 : San o ruzi : Laci
- 1987 : Osudjeni : Pero
- 1987 : Na putu za Katangu : Upravnik Jankovic
- 1987 : Hi-Fi : Boris Bojanovski
- 1988 : Sokol ga nije volio : Sima
- 1988 : Život sa stricem de Krsto Papić : Martinov djed
- 1989 : Povratak Katarine Kozul
- 1989 : Hamburg Altona
- 1989 : Covjek koji je volio sprovode : Gabrek
- 1989 : Diploma za smrt : Pavel
- 1990 : Ljeto za sjecanje : Ujak
- 1990 : Orao : Kristofic
- 1990 : Gluvi barut : Pop Novak
- 1991 : Caruga : Brico
- 1991 : Djuka Begovic : Sima
- 1994 : Vukovar se vraca kuci
- 1997 : Treca zena : Funtak